# Троицкая Гора (Ленинградская область)
Троицкая Гора — посёлок в  Низинском сельском поселении Ломоносовского района Ленинградской области России.

## География
Территория посёлка расположена на севере Низинского сельского поселения, на границе с Санкт-Петербургом, между автодорогой А118 (Кольцевая автомобильная дорога вокруг Санкт-Петербурга) и Гостилицким шоссе Петергофа, к северо-западу от административного центра поселения деревни Низино.
Находится на возвышенности Троицкая Гора, в честь которой и назван населённый пункт. Планируется малоэтажная застройка с доведением численности населения до 10 тысяч жителей. На лето 2020 года здесь уже имеются АЗС, торговый комплекс, общественно-деловой центр и жилая застройка, неучтённая как населённый пункт на тот момент.

## История
Посёлок образован и наименован распоряжением правительства Российской Федерации от 11 ноября 2020 года.
1 мая 2021 года посёлок был выделен в составе Низинского сельского поселения.

## Улицы
1-й Казанский проезд, 2-й Казанский проезд, 3-й Казанский проезд, 4-й Казанский проезд, Авиационная, Амурская, Архангельская, Батальонная, Казанская, Калининградская, Московская, Мужества, Саратовская, Севастопольская . 